# Mononychellus georgicus
Mononychellus georgicus är en spindeldjursart som först beskrevs av Reck 1948.  Mononychellus georgicus ingår i släktet Mononychellus och familjen Tetranychidae. Inga underarter finns listade i Catalogue of Life.